# 11765 Альфредфавлер
11765 Альфредфавлер (9057 P-L, 1978 UG6, 11765 Alfredfowler) — астероїд головного поясу.
Тіссеранів параметр щодо Юпітера — 3,560.